# Passing Strangers
Passing Strangers è il terzo album solista del cantante britannico Tony Hadley, pubblicato nel 2006.
Dall'album sono stati estratti tre singoli: The Mood I'm in, Wives & Lovers e The Good Life.

## Tracce
Lato 1
1. "The Mood I'm In" - 3:01
2. "Too Close for Comfort" - 2:48
3. "The Good Life" - 4:23
4. "Passing Strangers" - 2:54
5. "Just a Gigolo" - 4:50
6. "Wives & Lovers" - 2:31
7. "Don't Know Why" - 3:46
8. "Tender Is the Night" - 2:53
9. "Bewitched, Bothered and Bewildered" - 4:38

Lato 2
1. "Star" - 5:06
2. "Wait for You" - 2:24
3. "I Wanna Be Around" - 4:04
4. "How Can I Be Sure" - 3:01
5. "Love for Sale" - 3:39
6. "Time in a Bottle" - 3:21
7. "Leaves of Love" - 3:46
8. "Sea of Love" - 3:37
9. "There Must Be a Way" - 4:12